# Ban Kao
Ban Kao (Thai: บ้านเก่า) ist eine Dorfgemeinde in Amphoe Mueang Kanchanaburi, Provinz Kanchanaburi, im Westen von Zentralthailand. Der Ort ist bekannt durch die erste archäologische Ausgrabung von Hügelgräbern in Thailand.
Die erste Ausgrabung führte eine thailändisch-dänische Expedition 1961/62 unter Per Sørensen an einem Hügel durch, wo vorher bereits viele Tonscherben und Steinbeile gefunden worden waren. Man öffnete eine Fläche von fast 400 m², die sich als Stätte von Erdbestattungen herausstellte und heute eine der wichtigsten Quellen zum Wissen über das prähistorische Thailand darstellt. Nach und nach wurden 44 Gräber gefunden, in denen die Toten auf dem Rücken liegend ausgestreckt und mit Beigaben versehen bestattet worden waren. Unter diesen befanden sich Tongefäße, Steinbeile und Schmuck aus Muschelschalen. Nach der Radiokohlenstoffdatierung war die Siedlung zwischen 2300 und 1500 v. Chr. besiedelt. 